# Санта-Марія-дельї-Анджелі-е-дей-Мартірі

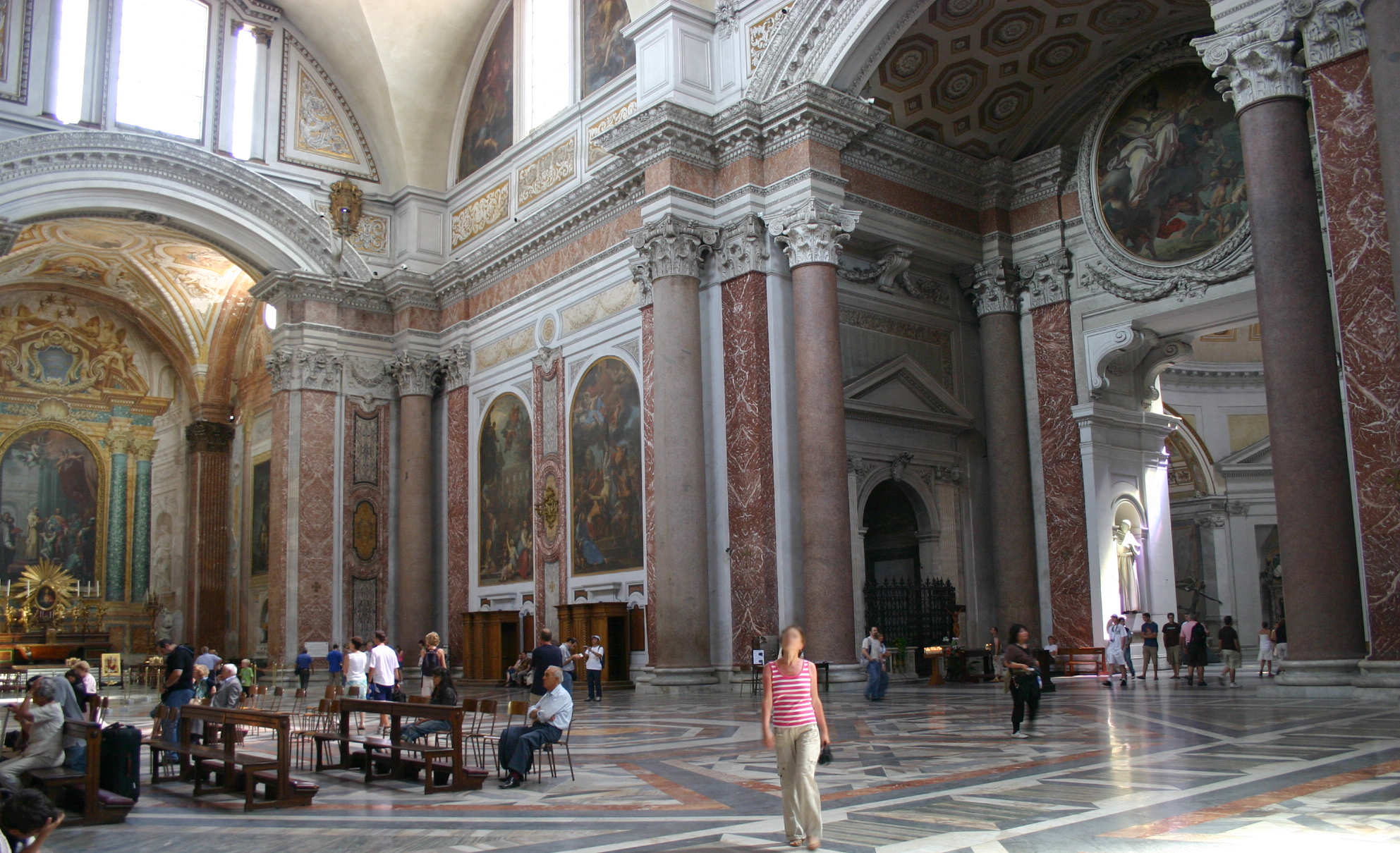
Інтер'єр

Санта-Марія-дельї-Анджелі-е-дей-Мартірі (італ. Santa Maria degli Angeli e dei Martiri) — церква, присвячена Богородиці, ангелам і мученикам у Римі.

## Історія
Церкву побудовано на місці античних руїн Терм Діоклетіана, ймовірно, за проєктом Мікеланджело Буонарроті. Будівництво було завершено після його смерті, у 1566 році. В основі плану церкви лежить грецький (рівносторонній) хрест. Церква кілька разів перебудовувалася. Після 1700 року був добудований фасад, на початку XX століття він був розібраний. Зараз фасадом служить частина екседри кальдарія (приміщення для гарячих ванн), основне приміщення розташоване у фригідарії (приміщення для холодних ванн). Підлогу будівлі було піднято на 2 метри, щоб запобігти проникненню ґрунтових вод. Усередині Санта Марія дельї Анджелі е деї Мартірі прикрашена античними колонами, класичними орнаментами, скульптурами та картинами, в тому числі роботи французьких художників XVII—XVIII століть.
У церкві похований Сальватор Роза, італійський художник і поет XVII століття, архітектор Карло Маратта, що здійснював роботи по перебудові церкви. У проході, що веде до поперечної нави, розташована статуя св. Бруно, яка виконана французьким скульптором Гудоном.

## Титулярна церква
Церква Санта-Марія-дельї-Анджелі-е-дей-Мартірі є титулярною церквою, кардиналом-священником з титулом церкви Санта-Марія-дельї-Анджелі-е-дей-Мартірі з 28 червня 2017 року, є шведський кардинал Андерс Арбореліус.